# Eugen Schuhmacher
Eugen Josef Robert Schuhmacher (Stoccarda, 4 agosto 1906 – Monaco di Baviera, 8 gennaio 1973) è stato uno zoologo, scrittore e documentarista tedesco, considerato uno dei pionieri dei documentari naturalistici insieme a Bernhard Grzimek e Heinz Sielmann.

## Biografia
Eugen Schuhmacher iniziò la carriera nei primi anni trenta con cortometraggi educativi e culturali sulla fauna selvatica in Sud America e sul Terzo Reich. Nei successivi quattro decenni realizzò documentari sugli animali, sulla cultura Inca e gli indigeni di Nord America, Sud America e Papua Nuova Guinea.
Nel 1951 il cortometraggio Der gelbe Dom fu presentato alla 4ª edizione del Festival di Cannes e alla 1ª edizione del Festival di Berlino, dove si aggiudicò la Targa di bronzo tra i film culturali. Nella stessa edizione della Berlinale ottenne la Targa d'oro per Kleine Nachtgespenster, premiato anche ai Deutscher Filmpreis.
In seguito ricevette altri riconoscimenti, tra cui il Nettuno d'oro al Trento Film Festival nel 1960 per Geisterland der Südsee e nel 1967 per Die letzten Paradiese.
Dal 1964 al 1972 girò 37 episodi di Auf den Spuren seltener Tiere, una delle prime serie televisive tedesche sulle specie in pericolo di estinzione, che ottenne un grande successo di pubblico.
Eugen Schuhmacher è morto nel 1972 a causa di un cancro, all'età di 66 anni. L'anno precedente aveva ricevuto il Cherry Kearton Medal and Award dalla Royal Geographical Society, premio assegnato a "viaggiatori interessati allo studio o la pratica della storia naturale, in particolare a quelli interessati alla fotografia naturalistica, l'arte o la cinematografia".

## Filmografia parziale

### Cortometraggi
| Anno | Film                                  | Regista | Direttore della fotografia | Produttore | Note                         |
| ---- | ------------------------------------- | ------- | -------------------------- | ---------- | ---------------------------- |
| 1938 | Stammgäste an der Nordsee             |         | Si                         |            | Regia di Ulrich K.T. Schultz |
| 1949 | Gefiederte Gäste am Rand der Stadt    | Si      |                            |            |                              |
| 1950 | Gemsen                                | Si      |                            | Si         |                              |
| 1950 | Die Forelle                           | Si      |                            |            |                              |
| 1950 | Kleine Nachtgespenster                | Si      |                            |            |                              |
| 1951 | Der gelbe Dom                         | Si      | Si                         |            |                              |
| 1951 | Graue Zeugen aus dem Mittelalter      | Si      |                            |            |                              |
| 1952 | Heimlichkeiten im Moor                | Si      |                            | Si         |                              |
| 1955 | Weiße Schätze aus tropischem Land     | Si      |                            |            |                              |
| 1955 | Vogelleben am Pazifik                 | Si      |                            |            |                              |
| 1956 | Schatzkammer der Natur                | Si      |                            | Si         |                              |
| 1956 | Der Wappenvogel                       | Si      |                            | Si         |                              |
| 1956 | Aus dem Bilderbuch der Natur          | Si      |                            | Si         |                              |
| 1959 | Großwild im kanadischen Felsengebirge | Si      |                            |            |                              |
| 1959 | Die Kreuzspinne                       | Si      | Si                         | Si         |                              |

### Lungometraggi
| Anno | Film                                                      | Regista | Sceneggiatore | Direttore della fotografia | Produttore | Note                                    |
| ---- | --------------------------------------------------------- | ------- | ------------- | -------------------------- | ---------- | --------------------------------------- |
| 1940 | Indianer                                                  |         |               | Si                         |            | Regia di Ernst R. Müller e Gerd Philipp |
| 1940 | Tierparadies Südamerika                                   |         |               | Si                         |            | Regia di Werner Buhre e K. Krieg        |
| 1952 | Natur in Gefahr                                           | Si      |               | Si                         | Si         |                                         |
| 1954 | Auf den Spuren der Inkas                                  | Si      | Si            | Si                         |            |                                         |
| 1955 | Unterwegs nach Feuerland                                  | Si      |               | Si                         |            |                                         |
| 1955 | Im Schatten des Karakorum                                 | Si      | Si            | Si                         | Si         |                                         |
| 1958 | Kanada - Im Land der schwarzen Bären                      | Si      |               | Si                         | Si         |                                         |
| 1960 | Geisterland der Südsee                                    | Si      | Si            | Si                         | Si         |                                         |
| 1966 | Alaska - Wildnis am Rande der Welt                        | Si      | Si            | Si                         |            |                                         |
| 1967 | Die letzten Paradiese                                     | Si      | Si            |                            | Si         |                                         |
| 1973 | Continuano a vivere felici e contenti (Europas Paradiese) | Si      | Si            | Si                         | Si         |                                         |
| 1974 | Wonder of It All                                          |         |               | Si                         |            | Regia di Arthur R. Dubs                 |

## Libri
- 1936 - Unter Säbelschnäblern und Seeschwalben, Ed. H. Bermühler
- 1937 - Das Federwild des deutschen Jägers, Ed. J. Neumann
- 1940 - Nur ein Tümpel (con Anton Kutter), Ed. Elsner
- 1951 - Schnurf, die Igelin und andere ergötzliche Tiergeschichten, Ed. F. Bruckmann
- 1951 - Meine Filmtiere, Ed. F. Bruckmann
- 1958 - Der Berg lebt - Bergtiere in den Alpen, Anden, Rocky Mountains und im Himalaya-Karakorum, Ed. F. Bruckmann
- 1958 - Hundert Tage in den Rocky Mountains(con Paul e Veronika Eipper), Ed. R. Piper & Co
- 1966 - Die letzten Paradiese - Auf den Spuren seltener Tiere, Ed. Gütersloh Bertelsmann
- 1970 - Ich filmte 1000 Tiere - Erlebnisse auf allen Kontinenten, Ed. Ullstein
- 1970 - Auf den Spuren vieler Tiere. Geschichten, die ich immer wieder lese, Ed. Kindler
- 1970 - Alaska: Vast Land on the Edge of the Arctic(con Heinrich Gohl), Ed. Kümmerly & Frey
- 1972 - Europas Paradiese - Letzte Chance eines gefährdeten Kontinents, Ed. Gütersloh Bertelsmann
- 1973 - Bedrohte Tierwelt - 7 Jahre Filmarbeit auf allen Kontinenten, Ed. Penny

## Riconoscimenti
- 1951 - Festival internazionale del cinema di Berlino
  - Targa d'oro al miglior film culturale per Kleine Nachtgespenster
  - Targa di bronzo al miglior film culturale per Der gelbe Dom

- 1951 - Deutscher Filmpreis
  - Silver Bowl al miglior film culturale per Kleine Nachtgespenster

- 1955 - Festival internazionale del cinema di Berlino
  - Grande targa di bronzo al miglior film culturale per Im Schatten des Karakorum

- 1955 - Deutscher Filmpreis
  - Premio al miglior film culturale a colori per Im Schatten des Karakorum

- 1958 - Trento Film Festival
  - Rododendro d'argento per Kanada - Im Land der schwarzen Bären
  - Medaglia d'oro del Presidente della Camera dei deputati della Repubblica Italiana per Der Wappenvogel

- 1960 - Trento Film Festival
  - Nettuno d'oro per Geisterland der Südsee

- 1966 - Trento Film Festival
  - Premio AGIS per Alaska - Wildnis am Rande der Welt

- 1967 - Trento Film Festival
  - Nettuno d'oro per Die letzten Paradiese